# Der Klügere zieht aus
Der Klügere zieht aus ist ein deutscher Fernsehfilm aus dem Jahr 2012. Die Filmkomödie wurde zum ersten Mal am 25. Oktober 2012 im ZDF ausgestrahlt, wobei sie 4,44 Millionen Zuschauer sahen, was einem Marktanteil von 13,4 Prozent entsprach.

## Handlung
Der Computerspieledesigner Peter Fischer und seine Ehefrau Nina trennen sich nach 17 Ehejahren. Er zieht aus dem gemeinsamen Haus aus und in das nur einige Meter weiter gelegene Gartenhäuschen ein. Das Ehepaar ist fest entschlossen, sich in Freundschaft zu trennen, vor allem auch der gemeinsamen Kinder wegen, für die sie auch in Zukunft zusammen sorgen wollen. Nina ist es jedoch, die die Scheidung vorantreibt. Peter muss erstaunt erkennen, dass er sich geirrt hat, als er glaubte, dass seine Noch-Frau sich bald wieder einkriegen würde. Ein vor allem für ihn schmerzhafter Prozess beginnt. Im Laufe des Films lernt Nina den Zahnarzt Thorben und Peter die Lehrerin Julia kennen.

## Kritiken
„(Fernseh-)Komödie um einen Mann in der Lebenskrise, der nie gelernt hat, erwachsen zu werden, und nun von der Realität nachhaltig eingeholt wird.“

„Diese Trennungsgeschichte von Regisseur Christoph Schnee […] ist zwar als Komödie angelegt, zeigt aber gekonnt auch die tragischen Momente in dem komplexen Beziehungsgeflecht. Nach einem Buch von David Ungureit […] und Marc Terjung […] realisiert, zeigen Matthias Koeberlin und Julia Richter in ihren vielschichtigen Hauptrollen, dass selbst nach einer gescheiterten Ehe das Leben positiv weitergeht.“

„O weh, dieser TV-Film will hip und heutig sein: Da werden Agent Jack Bauer (‚Der aus ,24'?‘) und die Kultserie ‚Mad Men‘ erwähnt, vorm Einschlafen verabschieden sich Vati und Sohn wie Mr. Spock. Und um frech rüberzukommen, mischt man alle zehn Minuten abrupt einen ‚Fick mich!‘-Spruch in die ansonsten biedere Komödie, die mit ollen ‚Frau am Steuer‘-Witzen echt nervt. Lichtblicke: Julia Koschitz als aparte Lehrerin und der hübsch getrickste Vorspann.“